# 弗丽齐·布格尔
弗丽齐·布格尔（德語：Fritzi Burger，1910年6月6日—1999年2月16日），奥地利女子花样滑冰运动员。她曾代表奥地利参加1928年和1932年冬季奥林匹克运动会花样滑冰比赛，获得二枚银牌，均来自女子单人滑项目。